# Soldatul (film)
Soldatul (în engleză: Soldier) este un film științifico-fantastic american regizat de Paul W.S. Anderson și scris de David Webb Peoples. În film joaca actorii Kurt Russell, Jason Scott Lee, Jason Isaacs, Connie Nielsen, Sean Pertwee și Gary Busey. Filmul spune povestea unui soldat foarte priceput care își sfidează comandanții și se confruntă cu un necruțător și brutal soldat dușman care este îmbunătățit genetic.
Filmul a fost lansat pe 23 octombrie 1998. A primit de principiu recenzii negative dar multi au lăudat scenele de acțiune și jocul lui Russell. Comercial, filmul a fost un eșec, câștigând $14 milioane pe scară globală, având un buget de $60 de milioane.

## Distribuție
- Kurt Russell - Sergeant Todd "3465"
  - Jesse Littlejohn - 8-year-old Todd
  - Wyatt Russell - 11-year-old Todd
- Jason Scott Lee - Caine 607
- Jason Isaacs - Colonel Mekum
- Connie Nielsen - Sandra
- Sean Pertwee - Mace
- Jared & Taylor Thorne - Nathan
- Mark Bringelson - Lieutenant  Rubrick
- Gary Busey - Captain Church
- K. K. Dodds - Lieutenant  Sloan
- James R. Black - Riley
- Kyle Sullivan - Tommy
- Corbin Bleu - Johnny
- Sara Paxton - Angie
- Jesse D. Goins - Chester
- Mark De Alessandro - Goines
- Vladimir Orlov - Romero
- Carsten Norgaard - Green
- Duffy Gaver - Chelsey
- Brenda Wehle - Hawkins
- Michael Chiklis - Jimmy Pig
- Elizabeth Dennehy - Jimmy Pig's wife
- Paul Dillon - Slade
- Max Daniels - Red
- Paul Sklar - Melton 249
- Ellen Crawford - Ilona
- Conni Marie Brazelton - Eva
- Danny Turner - Omar
- Elizabeth Huett - Janice
- Jesse Littlejohn - Will
- Alexander Denk - Military Observer
- Jeremy Bolt - Enemy Soldier
- Greg Stechman - Trainee 101

## Legături externe
- Soldatul la Internet Movie Database